# Némethy Samu
Némethy Samu (Golop, 1858. augusztus 9. – Nagyszőlős, 1907. július 8.) orvosdoktor, megyei főorvos.

## Életútja
Némethy Sámuel és Benke Borbála szegénysorsú földművelők fia. A község földesura Vay Miklós báró koronaőr kieszközölte, hogy Sárospatakon a Pálóczi Horváth Mária alapítványra fölvétetett és mint ingyenes tanuló végezte a főgimnáziumot, melynek VIII. osztályában az Erdélyi János költő-tanár emlékére alapított önképzőkörnek alelnöke volt. Ekkor a teológiai pályára lépett; egy év múlva azonban 1881-ben a budapesti egyetemre iratkozott be orvosnövendéknek. 
Egyetemi tanulmányai után egy évre az akkori magyar északkeleti vasút igazgatósága által Királyházára nevezték ki pályaorvosnak; négy év múlva Nagyszőlősre járásorvosnak, de megtartotta a pályaorvosi állást is. 1897-ben Ugocsa megye tiszti főorvosának nevezték ki. Ismereteinek gyarapítása végett már mint gyakorló-orvos fölkereste Ausztria-, Német- és Oroszország nevezetesebb egyetemeit.
Cikkei az Ugocsában (1889. A fertőző betegségekről, felolvasás, 1896. 48., 49. sz. Uti naplómból. Prága, sat., Suggestio és a vele való gyógyításról, 1897. 42-48. sz. Utazás Oroszországban, 1900. A gyermekápolásról, felolvasás, Ugocsa vármegye gyermekhalandósága, Az iskolás gyermekek testi nevelése, felolvasás); a Gyógyászatban (1900. Megjegyzések a máramarosszigeti kéthónapos bábatanfolyamok szervezéséhez).